# Pierre Bravard-Veyrières
Pierre Claude Jean-Baptiste Bravard-Veyrières est un homme politique français né le 3 février 1804 à Arlanc (Puy-de-Dôme) et décédé le 3 mars 1861 à Paris.
Docteur en droit en 1825, il est avocat puis professeur de droit en 1830. Il est professeur titulaire en droit commercial en 1832. Il est député du Puy-de-Dôme de 1848 à 1851, siégeant à droite. Il est l'auteur d'un traité de droit commercial, publié après sa mort.

## Sources
- « Pierre Bravard-Veyrières », dans Adolphe Robert et Gaston Cougny, Dictionnaire des parlementaires français, Edgar Bourloton, 1889-1891 [détail de l’édition]